# Assemblée de Catalogne

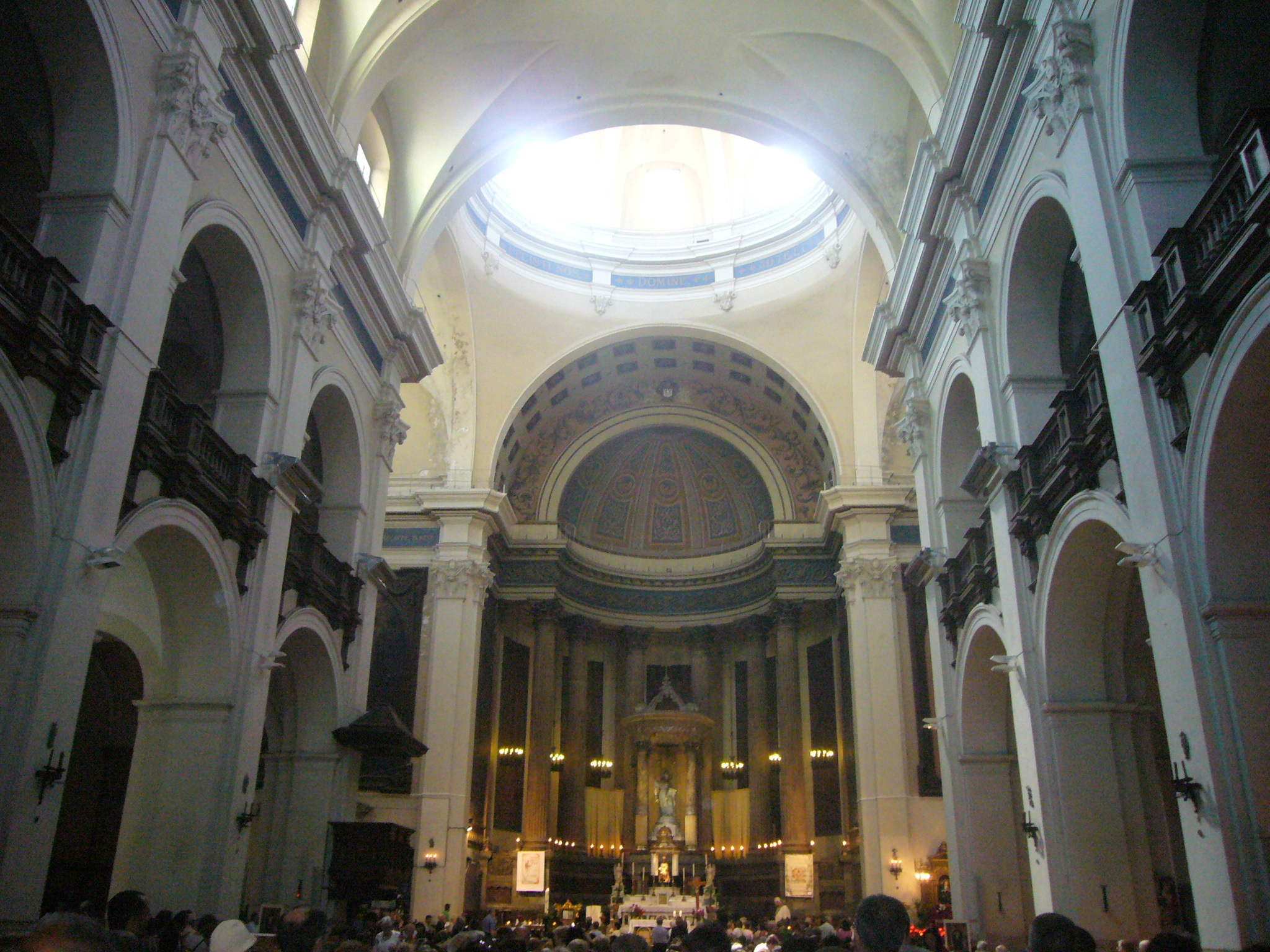
Intérieur de l'église de Saint Augustin, dans le quartier d'El Raval de Barcelone, où l'Assemblée de Catalogne a formée le 7 novembre 1971.

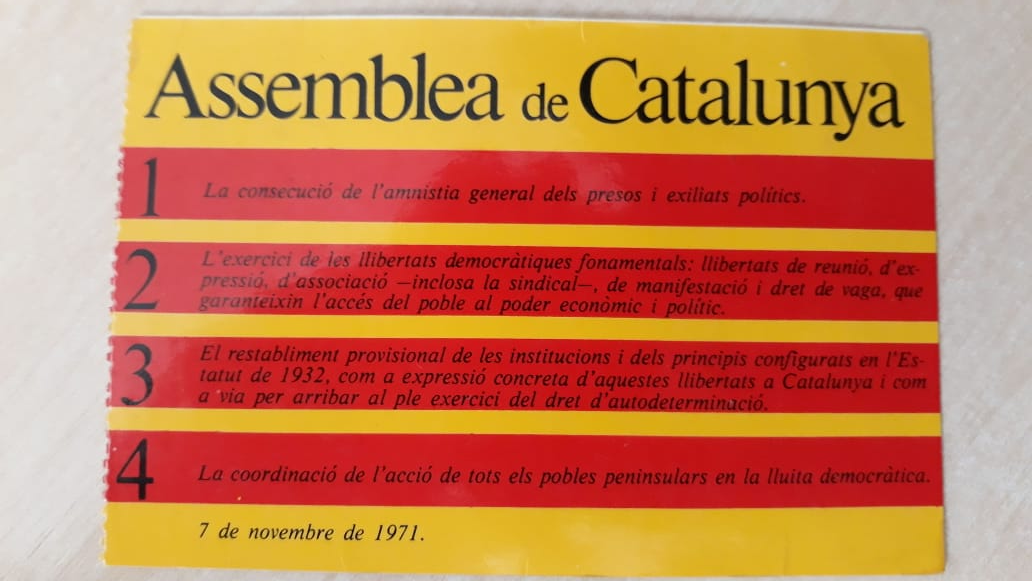
Carte de membre de l'Assemblée de Catalogne.

Ne doit pas être confondu avec Assemblée nationale catalane, Parlement de Catalogne ou Corts Catalanes.
L'Assemblée de Catalogne (en catalan : Assemblea de Catalunya) est un plateforme unitaire de l'opposition antifranquiste en Catalogne créée en novembre 1971.
Ses revendications fondamentales étaient la restauration des libertés démocratiques, une amnistie générale pour les prisonniers politiques et l'obtention d'un statut d'autonomie, résumées dans le slogan «Llibertat, Amnistia, Estatut d'Autonomia» (« Liberté, Amnistie, Statut d'autonomie »), récurrent dans les manifestations des dernièrs années du franquisme et au début de la transition démocratique.
Outre des partis politiques, tous clandestins, elle incluait également des forces diverses comme des syndicats, des collectifs professionnels, des représentants du mouvement universitaire, des associations d'habitants, des cercles confessionnels chrétiens, des assemblées comarcales, etc., d'où son impact social fondamental. L'assemblée fut formellement dissoute le 1977 avec le retour de la démocratie parlementaire, mais ses revendications furent assumées par de larges pans de la société catalane et furent mises en œuvre pendant la transition, notamment avec l'approbation du statut d'autonomie de la Catalogne par les Cortes générales en 1979.

## Contexte et précédents

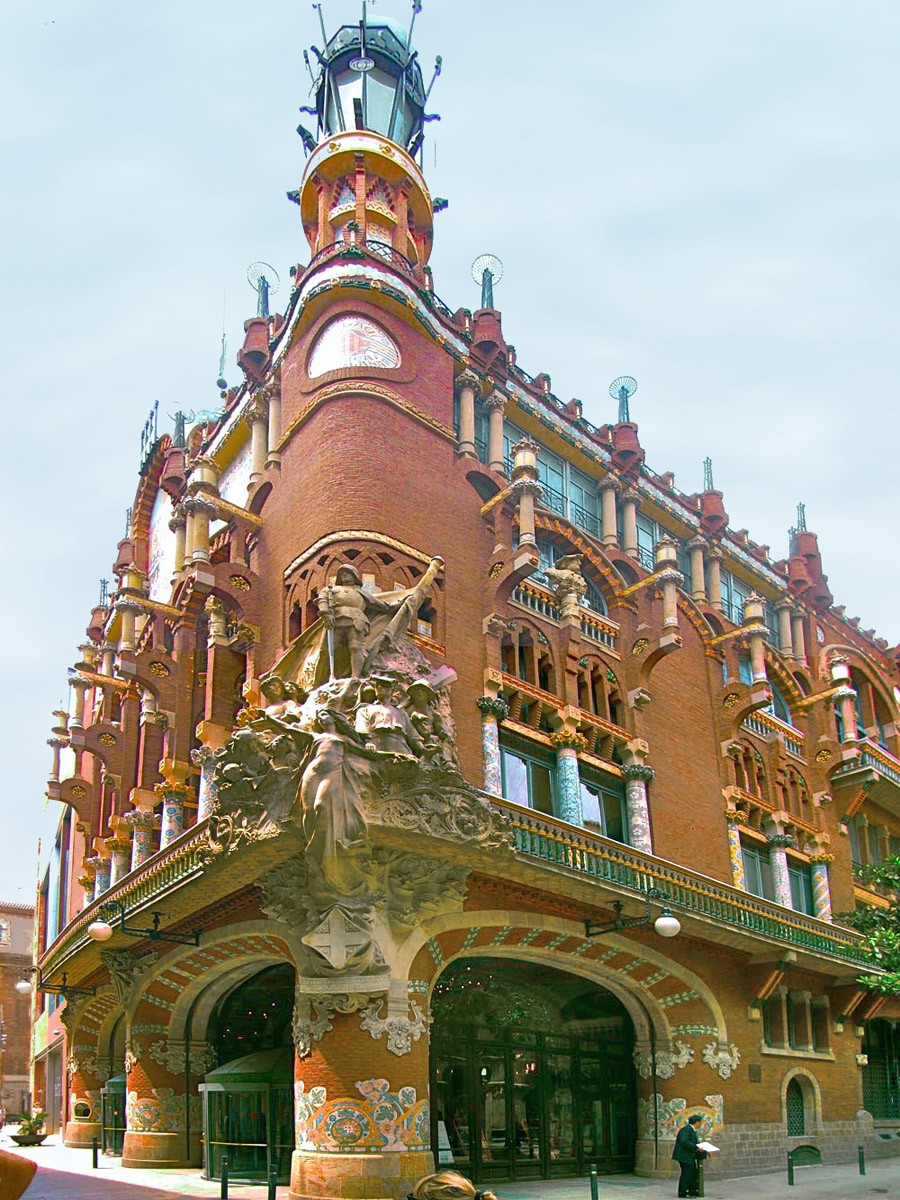
Palais de la musique catalane, où eurent lieu les manifestations connues sous le nom d'« événements du Palau de la Música » de 1960, 51 ans après l'approbation du premier projet de statut d'autonomie pour la Catalogne proposé par la Mancommunauté de Catalogne.

Après la dure répression des deux premières décennies de la dictature, l'opposition antifranquiste refait surface à partir de 1960. Pour ce qui est du catalanisme politique, l'acte généralement considéré comme fondateur de cette résistance au régime réside dans les événements du Palau de la Música en mai 1960, au cours desquels le public assistant à une cérémonie célébrée au palais de la musique catalane présidée par plusieurs ministres franquistes se mit à chanter le Cant de la senyera (le « chant du drapeau »), qui joua le rôle d'hymne substitutif à Els Segadors, interdit par le régime. Jordi Pujol fut arrêté, jugé et condamné par un tribunal militaire à sept ans de prison comme responsable de la manifestation ; on lui reprocha également d'être l'auteur du pamphlet Us presentem al general Franco (« Nous vous présentons le général Franco »).
À cette époque le plus important parti de l'opposition au régime était le PSUC (communiste) et le premier événement politique marquant de la décennie fut la caputxinada (es) de 1966, ainsi nommée en référence au couvent des Capucins de Sarrià, que la police encercla pour arrêter les militants du Syndicat démocratique des étudiants de l'université de Barcelone, illégal et clandestin, qui s'y étaient réunis avec un groupe d'intellectuels et qui exigeaient notamment  universités qu'elles « accueill[ent] les langues et les cultures nationales et assume[nt] la responsabilité de leur développement et de leur consolidation. »

## Fondation
À la suite des actions entreprises pour obtenir la libération des détenus de la Caputxinada, fut fondée la Taula Rodona (littéralement « Table ronde »), organisation regroupant toute l'opposition antifranquiste y compris le PSUC, une première depuis la fin de la guerre civile. Celle-ci est un antécédent de la Coordinadora de Forces Polítiques de Catalunya (ca) (« Coordinatrice des forces politiques de Catalogne »), fondée en 1969 et composée du Front Nacional de Catalunya (en) (FNC), du Moviment Socialista de Catalunya (MSC), d'Unió Democrática de Catalunya (UDC) et du PSUC. Dans son manifeste fondateur, le Coordinadora réclamait l'amnistie, les libertés politiques et syndicales, ainsi que le rétablissement du statut d'Autonomie de 1932 et la convocation des Cortès constituantes comme une étape préliminaire à la reconnaissance d'un droit à l'autodétermination étendu à tous les « peuples de l'État espagnol ». Avec la fondation de cette organisation unitaire et la présentation d’un programme commun, l’antifranquisme catalan prenait la tête de l’opposition en Espagne,.
En signe de protestation contre le procès de Burgos, la Coordinadora organisa en décembre 1970 l'Assemblea d'Intel·lectuals (« Assemblée d'intellectuels »)à l'abbaye de Montserrat, qui fut un succès et déboucha sur la formation de l'Assemblée de Catalogne le 7 novembre de l'année suivante dans l'église de Saint Augustin (es), dans le quartier du Raval de Barcelone. Cette première assemblée réunit alors environ trois cents personnes liées à des partis politiques, des entités culturelles, des syndicats et des associations plus ou moins clandestins. L'assemblée a été décrite comme « la création la plus originale et culminante de l'antifranquisme catalan » par les historiens José Luis De la Granja, Justo Beramendi et Pere Anguera. D'autres organisations non spécifiquement politiques s'y joignirent avec le temps : centres culturels et excursionnistes, associations de voisins, collectifs professionnels, syndicats, etc. L'Assemblée s'organise également au niveau local, avec la constitution d'assemblées démocratiques dans les comarques, ce qui favorisa un engagement citoyen varié, avec l'implication d'importants secteurs populaires et ouvriers, dans la lutte anti-franquiste et les revendications nationales qui s'y trouvaient associées. Rapidement, L'Assemblea regroupa la grande majorité des partis, syndicats et organisations sociales de la région, de la droite démocrate nationaliste à certains secteurs de l'extrême gauche, en passant par un large éventail de nationalistes : les proches de Jordi Pujol et de l'UDC, indépendantistes du PSAN et du FNC, les socialistes du MSC, les carlistes progressistes du Partit Carlí de Catalunya et les communistes du PSUC, le Parti socialiste ouvrier espagnol (PSOE), les syndicats CC OO et UGT, ainsi que divers collectifs professionnels et sociaux, entités juridiques et personnes physiques indépendantes, dont d'éminents intellectuels indépendants ou issus de secteurs progressistes de l'Église,,.

## Objectifs et actions

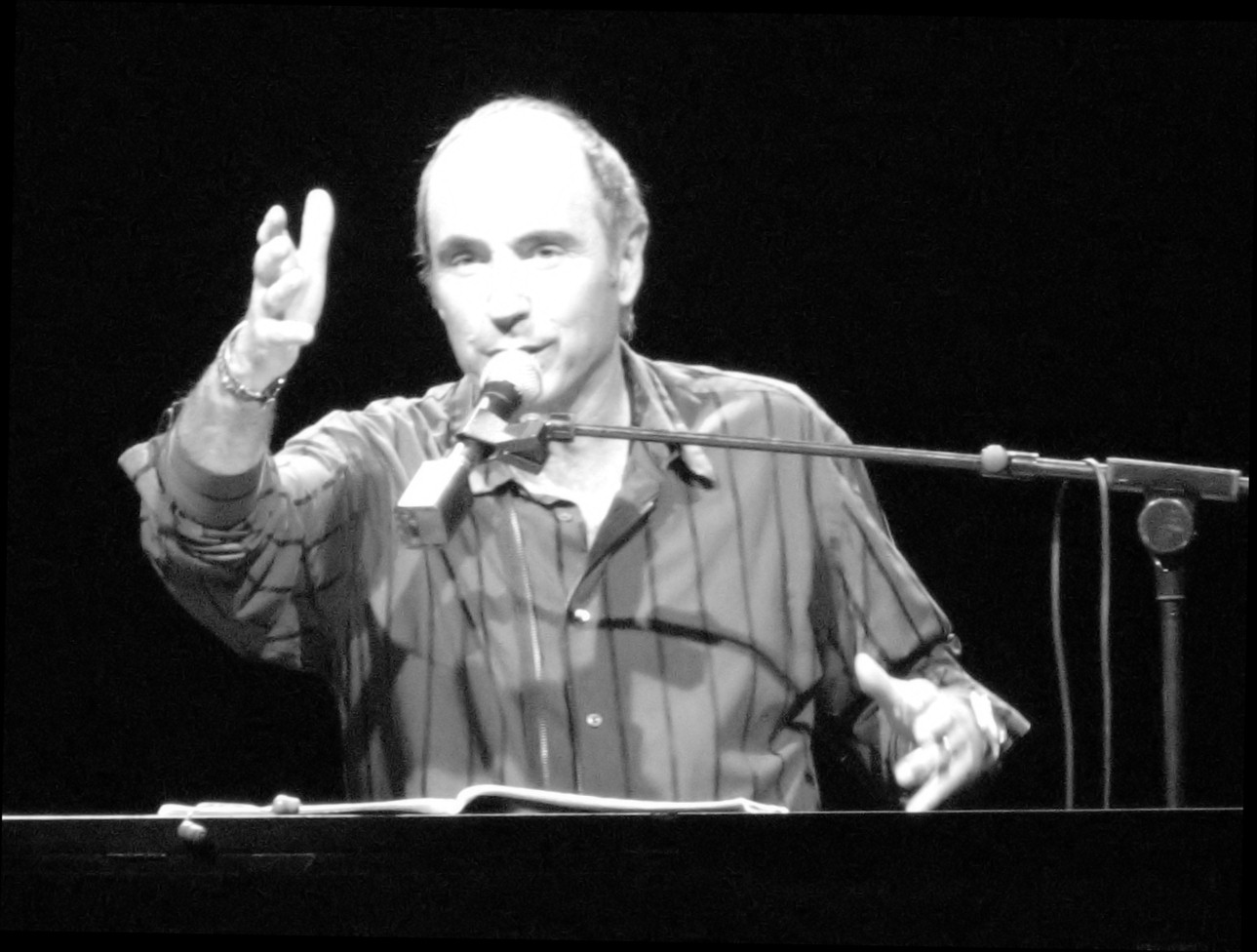
Lluís Llach, l'un des principaux représentants de la Nova Cançó, lors d'une représentation à l'Olympia de Paris en 2006. Sa chanson L'Estaca, composée en 1968, devient un hymne de l'opposition au franquisme.

Le programme de l'Assemblée se résumait dans le slogan «Llibertat, Amnistía, estatut d'autonomia» (« Liberté, Amnistie, Statut d'autonomie »), qui en vint à jouir d'une grande popularité — sa première campagne, Per què l'Estatut de 1932?  [« Pourquoi le Statut de 1932 ? »] commença en mai 1972 et rencontra un notable succès —. Son influence s'étendit sur l'ensemble du territoire catalan avec plus de 40 délégations, malgré l'arrestation de sa commission permanente par la police en 1973 (113 personnes) et le 8 septembre 1974 (67 personnes). « Son plus grand succès fut de sortir la revendication démocratique et nationaliste du ghetto des partis et de la faire descendre dans la rue, prouvant ainsi son implantation sociale. L'Assemblea renversa la situation : jusqu'alors, les groupes clandestins devaient fuir à la répression, mais avec elle, le problème devenait celui du gouvernement, qui devait combattre dans la rue une plateforme illégale et provocatrice, qui attirait un nombre croissant de citoyens. » D'autre part, « elle condamna à l'échec immédiat, faute de tout type de soutien social, les tentatives de constituer des groupes de lutte armée à l'image d'ETA, comme le Front d'Alliberament de Catalunya (es) (FAC), fondé en 1969, qui réalisa plusieurs attentats terroristes jusqu'en 1971, l'Organització de Lluita Armada (OLLA) apparue en 1972, ou l'Exèrcit Popular Català (EPOCA). » Au cours de sa période d'activité, l'Assemblée de Catalogne devint le principal espace de coordination de la résistance sociale contre la dictature, qui dirigea et organisa les principales mobilisations populaires — comme les rassemblements pacifiques de Ripoll (1972), Sant Cugat del Vallès et Vic (1973), qui furent dispersés par les forces de l'ordre —.
Un moment critique dans l'histoire de l'Assemblée fut la Caiguda dels 113 (la « Chute des 113 ») ou  Detenció dels 113 (l'« Arrestation des 113 »). Le 28 octobre 1973, la Police franquiste (es) fit irruption, pistolet en main, dans la paroisse Santa Maria Mitjancera de la ville de Barcelone et réussirent à arrêter 113 des participants , parmi lesquels des représentants de partis politiques et de syndicats clandestins, ainsi que d'associations professionnelles et de quartiers. Une mobilisation citoyenne massive en soutien aux détenus débuta immédiatement en Catalogne et une campagne de solidarité qui rencontra un écho international fut lancée,,,.
Après la mort du général Franco en novembre 1975, l'Assemblée catalane intensifia sa campagne autour du même trio de revendications, ce qui aboutit à deux manifestations à Barcelone les 1er et 8 février 1976, durement réprimées par la police. Tirant parti de la plus grande marge de manœuvre accordée par le nouveau gouvernement d'Adolfo Suárez formé en juillet, la Marxa de la Llibertat (« Marche pour la liberté ») fut organisée tout au long de l'été de cette même année, promue par le prêtre Lluís Maria Xirinacs - qui serait élu sénateur lors des premières élections démocratiques de juin 1977 -, qui parcourut non seulement la Catalogne mais aussi le Pays valencien et les Baléares avec le slogan Poble català, posa't a caminar (« Peuple catalan, mets-toi en chemin ») et fut parfois réprimée par la police. Cependant, le rôle principal dans la lutte pour les libertés échut aux partis politiques, qui avaient formé en décembre 1975 le Consell de Forces Polítiques de Catalunya (es) (« Conseil des forces politiques de Catalogne »), successeur de la Coordinadora. Le Consell négocia avec le gouvernement Suárez l'autorisation de la commémoration de la fête nationale du 11 septembre, une première depuis la fin de la guerre civile, qui connut une participation massive. L'autorisation fut accordée à la dernière minute, mais plus de 100 000 personnes se rassemblèrent à Sant Boi de Llobregat, ville natale de Rafael Casanova, le conseller en cap (« conseiller en chef »), en 1714, tandis que les manifestations dans d'autres villes furent brutalement réprimées par la police.
En préparation de élections générales de 1977, l’Assemblée de Catalogne mena une autre action importante : la campagne «Volem l'Estatut!» (« Nous voulons le Statut ! »).

### Programme
Le programme de l'Assemblée catalane suivait les quatre grandes lignes d'action suivantes, :
- Revendication de libertés sociales et politiques ;
- Amnistie pour les prisonniers politiques de la dictature ;
- Restauration en Catalogne du statut d'autonomie de 1932 et de toutes les institutions implicites, comme une étape préalable vers l'autodétermination ;
- Coordonnation de ces actions avec les organisations démocratiques du reste de l’Espagne.

### Participants à titre individuel
La participation d'intellectuels, de professionnels et de futurs politiciens au sein de l'assemblée s'accentua avec le temps. Parmi les plus marquants figurent :
- Josep Andreu i Abelló (ca), juriste et président du Tribunal de Cassació (en) ;
- Josep Benet, historien ;
- Laia Berenguer i Puget, maire de Sant Feliu de Codines[8] ;
- Jordi Carbonell (en), homme politique et philologue, qui parla au nom de l'Assemblée lors de la fête nationale catalane du 11 septembre 1976 à Sant Boi[8] ;
- Josep-Lluís Carod-Rovira, futur président d'ERC ;
- Joan Colomines (es) ;
- Fèlix Cucurull (es), écrivain, historien et homme politique ;
- Miquel Sellarès[8]
- Lluís Maria Xirinacs, pacifiste, défenseur de l'amnistie ;
- Magda Oranich (en)[14] ;
- Montserrat Avilés i Vila (es)[5] ;
- Josep Armet (ca), économiste et politicien, futur député au Congrès[14] ;
- Xavier Folch (ca)[14] ;
- Laura Tremosa (en), ingénieure et militante féministe[14] ;
- Pau Verrié (es), historien de l'art, archéologue et éditeur[14].

## Dissolution

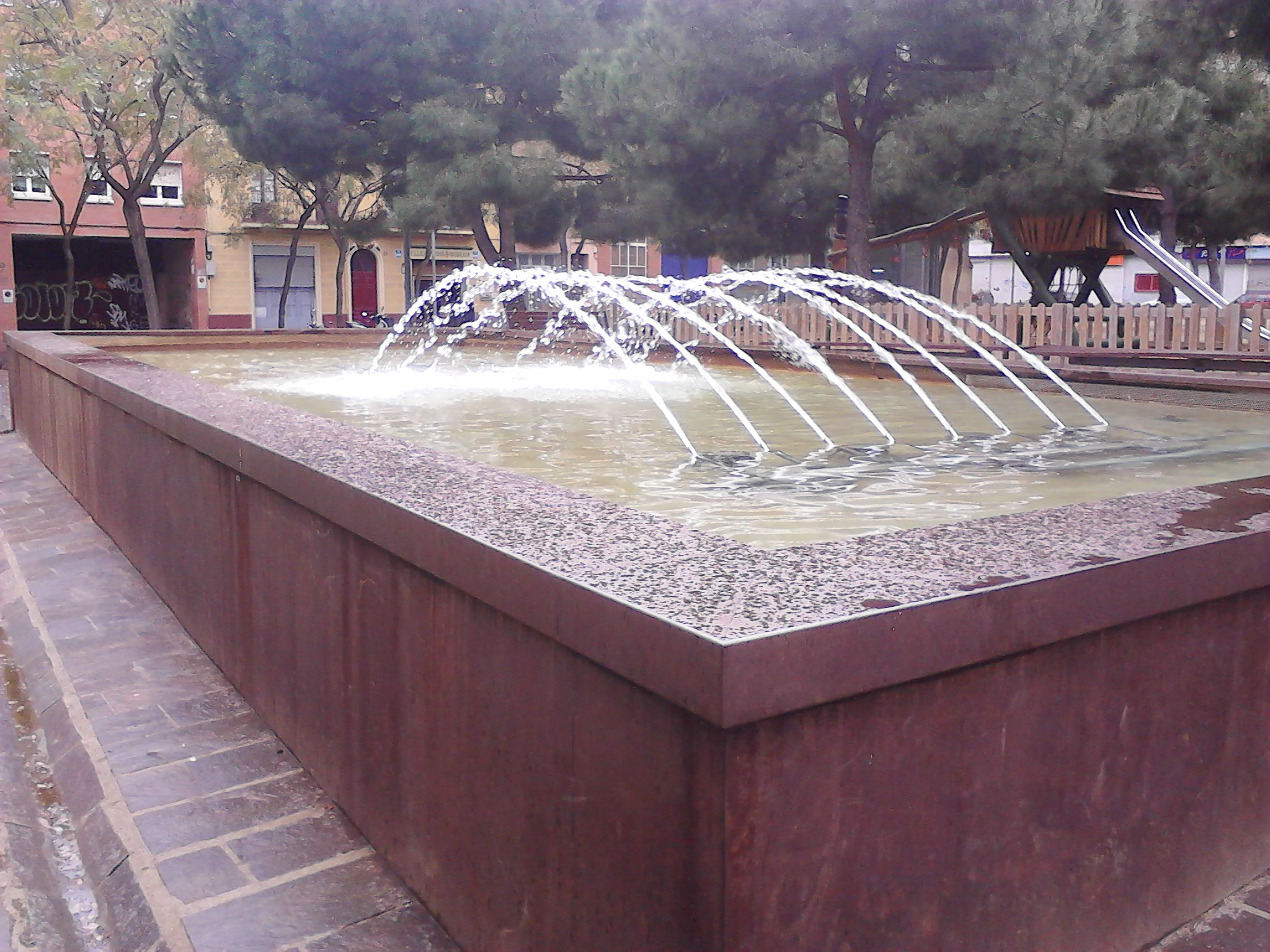
Fontaine de l'Assemblée de Catalogne sur la place de même nom, dans le quartier de La Sagrera de Barcelone, œuvre de l'architecte Olga Tarrassó. La place a reçu ce nom en 1982 car elle est située près de la paroisse du Christ roi, où la première tentative d'établissement de l'Assemblée de Catalogne eut lieu en 1971.

L'Assemblée de Catalogne fut dissoute après les élections générales de juin 1977. En Catalogne et à la différence de la tendance générale dans le reste de l'Espagne, la gauche gagna : le Partit Socialista de Catalunya-Congrés (en) (PSC-C), en coalition avec le PSOE, fut la force la plus votée, et obtint 15 députés, le PSUC, 8 et la coalition Esquerra de Catalunya, dirigée par Esquerra Republicana de Catalunya, qui ne fut pas autorisée à se présenter sous son propre nom aux élections, 1. Le parti au pouvoir, Union du centre démocratique (UCD), qui fut majoritaire dans la plupart des autres régions, arriva troisième avec neuf sièges, dépassé non seulement par le PSC-C / PSOE mais aussi par Pacte Democràtic per Catalunya (en) dirigé par Convergència Democràtica de Catalunya, parti fondé par Jordi Pujol en 1974 qui réunissait le catalanisme progressiste d'origine catholique. Au Sénat, le résultat marqua davantage encore cette même tendance, puisque la coalition de gauche Entesa dels Catalans (en) remporta les douze sièges pour lesquels elle concourait sur sa liste, groupe auquel se joignirent trois autres sénateurs indépendants, totalisant 15 des 16 attribués à la Catalogne,.
Dix jours après les élections, fut constituée l'Assemblea de Parlamentaris (ca) (« Assemblée des parlementaires »), organisation informelle réunissant tous les députés et sénateurs catalans et qui exigea le rétablissement du statut d'Autonomie de 1932.
Quelques groupes minoritaires mais très actifs maintinrent toutefois l’Assemblée comme une plateforme de rassemblement pour continuer à défendre une rupture démocratique en désaccord avec le processus de réforme politique qui était amorcé.

## Héritage et mémoire
De nombreuses municipalités de Catalogne, comme Barcelone, Badalona, Gérone et bien d'autres, ont une rue ou une place nommée en hommage à l'Assemblée.
L'Assemblée nationale catalane, créée en 2012 pour revendiquer la tenue d'un référendum sur l'indépendance de la région, se présente comme une reprise de l'Assemblée de Catalogne célébrée quelques 40 ans plus tôt.
En 2013, le Mémorial démocratique de la généralité de Catalogne organise une exposition itinérante intitulée : « La Catalogne en transition. De l'Assemblée de Catalogne aux élections au Parlement (1971-1980). »